# Ahanta West Municipal District
Koordinaten: 4° 51′ N, 2° 0′ W
Der Distrikt Ahanta West liegt im Südwesten Ghanas in der Western Region an der Küste des Atlantischen Ozeans, westlich von Takoradi, der zweitgrößten Hafenstadt Ghanas. Ahanta West umfasst den südlichsten Punkt von Ghana und ist einer der niederschlagsreichsten Gebiete des Landes. Der ursprüngliche Regenwald ist allerdings nur noch im Cape Three Points Forest Reserve erhalten geblieben. Der Name des Distrikts leitet sich von dem hier lebenden Volk der Ahanta ab. Die Nationalstraße 1 führt von West nach Ost durch den Distrikt.

## Wirtschaft
Der Distrikt ist landwirtschaftlich geprägt, 59 % der Bevölkerung arbeiten in der Landwirtschaft, zumeist als Kleinbauern. Wichtigste agrarische Handelsprodukte sind Kokosnuss, Palmöl und Gummi. Viehzucht ist von geringerer Bedeutung. An der Küste wird Fischfang betrieben. Mit etlichen Kilometern Sandstrand und den ehemaligen Festungen von Dixcove (Fort Metal Cross, ehemals britisch bzw. niederländisch), Groß Friedrichsburg (ehemals brandenburg-preußisch) und dem Fort Batensteyn im Ort Butre gibt es einige touristische Attraktionen von wirtschaftlicher Bedeutung für die entsprechenden Orte hier.

## Infrastruktur 2007
Alle Angaben in diesem Abschnitt beziehen sich auf das Jahr 2007 oder davor. 
Es existiert ein dichtes Wegenetz im Distrikt, aber 90 % dieser Wege sind Schotterpisten. Nur zwei Straßen im Distrikt sind asphaltiert: Die Hauptstraße vom benachbarten Takoradi bis in die Distrikthauptstadt Agona Nkwanta und von hier ein Abzweig in die touristischen Orte Dixcove und Busua an der Küste. In Agona Nkwanta werden einige private Telefonläden betrieben und in Busua gibt es die Möglichkeit, mit Radiotelefon zu telefonieren. 29 Ortschaften sind an das Elektrizitätsnetz angeschlossen. Apowa, Funkoe, Amanfulkuma und Kejabi sind mit fließend Wasser aus Wasserleitungen versorgt. 90 % der Dörfer dagegen erhalten ihr Wasser aus mit Pumpen ausgestatteten Bohrlöchern. In Dixcove existiert ein Distrikt-Krankenhaus, daneben gibt es sechs Gesundheitsstationen im Distrikt.
29 Vorschulen, 46 Grundschulen und 23 Junior Secondary Schools (etwa für das 12. bis 15. Lebensjahr) gibt es in Ahanta West, außerdem 2 Senior Secondary Schools (etwa für das 15. bis 18. Lebensjahr) und als weiterführende Bildungsstätte ein „Vocational Training Centre“ in Abura. Der Alphabetisierungsgrad der Bevölkerung ist für ghanaische Verhältnisse hoch, insbesondere in den Ortschaften.

## Ortschaften in Ahanta West

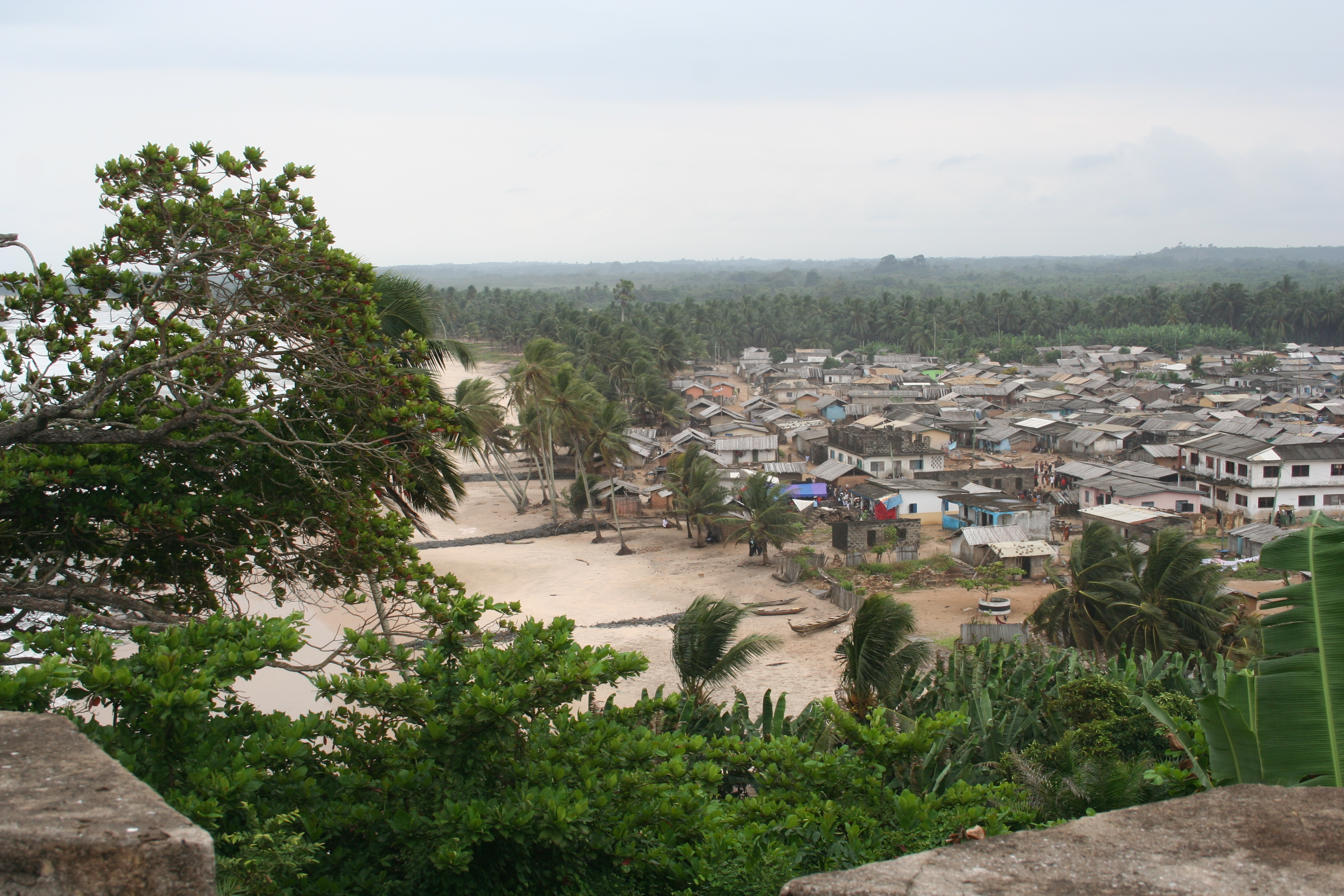
Blick vom Fort Groß Friedrichsburg auf den Nachbarort Princes Town

| - Aboadi - Abura - Adjua - Agona Fie - Akatachi - Akwidaa Newtown - Apowa | - Beahu - Busua - Butre - Dixcove - Egyam - Egyambra - Ewusiejo | - Funko - Hotopo - Kejabill - New Amanful - Princes Town - Yabiw |